# 伊達信用金庫
伊達信用金庫（だてしんようきんこ、英語：Date Shinkin Bank）は、北海道伊達市に本店を置く信用金庫である。愛称「だてしん」。
2005年4月に室蘭商工信用組合との全面的な業務提携を結んだが、後に2008年1月21日をもって同信組と合併した。
2018年度決算による預金残高は、1,616億5600万円。自己資本比率は、14.44％。

## 概要
当金庫は伊達市に本店を置き、主に西胆振7市町（伊達市・室蘭市・登別市・白老町・洞爺湖町・豊浦町・壮瞥町）を中心に営業活動が行われているが、白老町には支店を設けていない。
営業エリアが、上記7市町のほか、ニセコ町・真狩村・喜茂別町・留寿都村・長万部町・苫小牧市にも広がっている。
伊達市の他、洞爺湖町・豊浦町・壮瞥町で指定金融機関となっている。
合併相手の室蘭商工信用組合はかつて苫小牧地区にも店舗をいくつか構えていたが、これを2006年（平成18年）に北央信用組合へ事業譲渡を行ってしまったため、当金庫は苫小牧地区進出のチャンスを逃してしまった（事業譲渡を行わず当金庫にそのまま引き継げば当金庫初の日高地方進出も実現できた）。
ところが、当金庫は2008年（平成20年）3月末時点で自己資本比率が5.3%となり、国内基準の4%近くまで落ち込んだ。この背景には、市況悪化や株運用損などに加え、室蘭商工信用組合との合併によって自己査定基準を見直した結果も理由にある。そうしたことから当金庫の経営は急激に悪化した（2007年（平成19年）3月末時点では自己資本比率が11.47%となっていたことからも、急激な経営悪化ぶりが見て取れる）。楽木恭一理事長の進退問題も問われたが、総代会で続投を発表。
北海道の信用金庫業界が自己資本比率4%近くになるのはまれなことであり、資本増強策で当金庫を救うべく7つの信用金庫が立ち上がり、札幌・北星・大地みらい・北見・旭川・苫小牧・日高の各信用金庫が総額10億円の支援を行ったが、それでも経常損失23億7600万円、当期純損失約27億円の穴は埋められなかった。
2009年（平成21年）3月期は、自己資本比率こそ5.55%と前年より若干ながら上向いたが、経常損失が33億8000万円、当期純損失は35億6000万円と赤字幅が拡大した。これはディスクロージャー誌では「株式・投資信託等のエクイティ資産のオフバランス化を積極的に図ったことにより多額の売却損が発生した」ためとされている。

## 沿革
- 1949年9月 - 伊達信用組合として設立。
- 1951年10月 - 信用金庫法により伊達信用金庫に改組。
- 2008年1月 - 室蘭商工信用組合と合併（存続金融機関は伊達信金）し、それぞれ店舗の統廃合を実施。
- 2022年11月7日 - この日より北海道銀行との共通窓口を当金庫虻田支店内に設置した（この共通窓口設置により北海道銀行洞爺支店は北海道銀行伊達支店に移転し、北海道銀行洞爺支店ATMは廃止。代わりに当金庫虻田支店に北海道銀行ATMを設置した。）[4][5][6]。また、北海道銀行とのATM相互無料提携も開始した[7][8]。
- 2024年11月6日 - この日をもって当金庫虻田支店の北海道銀行との共通窓口を営業終了した（当金庫虻田支店の北海道銀行ATMは、存置）[9]。

## ATMサービス
だてしんが設置したATMでの当金庫キャッシュカード・通帳を利用しての入金については時間外手数料を取っていない。
また、入金ネットにも参加している。
セブン銀行とは利用提携を結んでいるが、イオン銀行・新銀行東京とは提携していない。

## totoの払い戻し店
同金庫では、すべての支店ともスポーツ振興くじ（toto）当選券の払い戻しは行っていない。